# ソビボル強制収容所

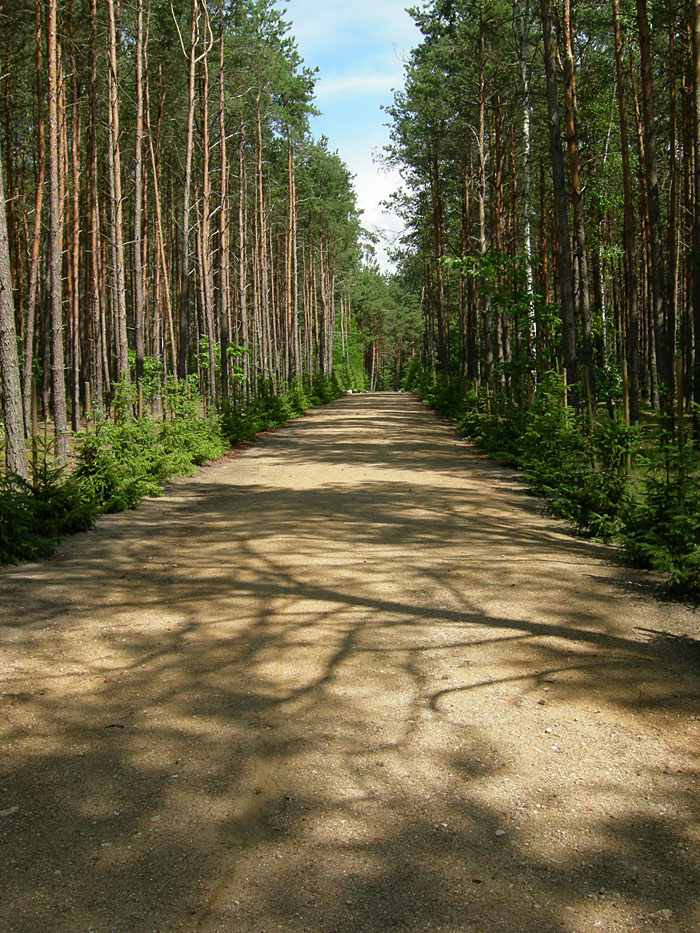
ソビボル "天国への道" 2007年撮影

ソビボル強制収容所（Konzentrationslager Sobibor）、もしくはソビボル絶滅収容所（Vernichtungslager Sobibor）は、第二次世界大戦中にナチス・ドイツがポーランド東部のルブリン県のソビボル村においた強制収容所。ユダヤ人絶滅を目的としたラインハルト作戦に則って作られた三大絶滅収容所（ソビボル強制収容所、ベウゼツ強制収容所、トレブリンカ強制収容所）の一つ。1942年4月に完成し、以降閉鎖されるまでの間、ここにユダヤ人、ユダヤ系ソ連兵捕虜、ロマ（ジプシー）などが大量に移送されてはガス室などに送られた。約18万人から24万人の人々がここで殺害されたと見られる。
しかしこの収容所では1943年10月に600人の囚人たちが反乱を起こしており、そのうち約半数が脱出に成功している。この事件がジャック・ゴールド監督の映画「脱走戦線 ソビボーからの脱出（Escape from Sobibor）」（1987年英国）と『ヒトラーと戦った22日間』（Sobibor、2018年ロシア）に描写されている。この大規模脱走事件の後、この収容所は閉鎖された。囚人による反乱で閉鎖に追い込まれたのは数ある収容所の内ここだけで、ソビボルの名は戦後も収容所付近の村の名前として残っている。

## 収容所の歴史

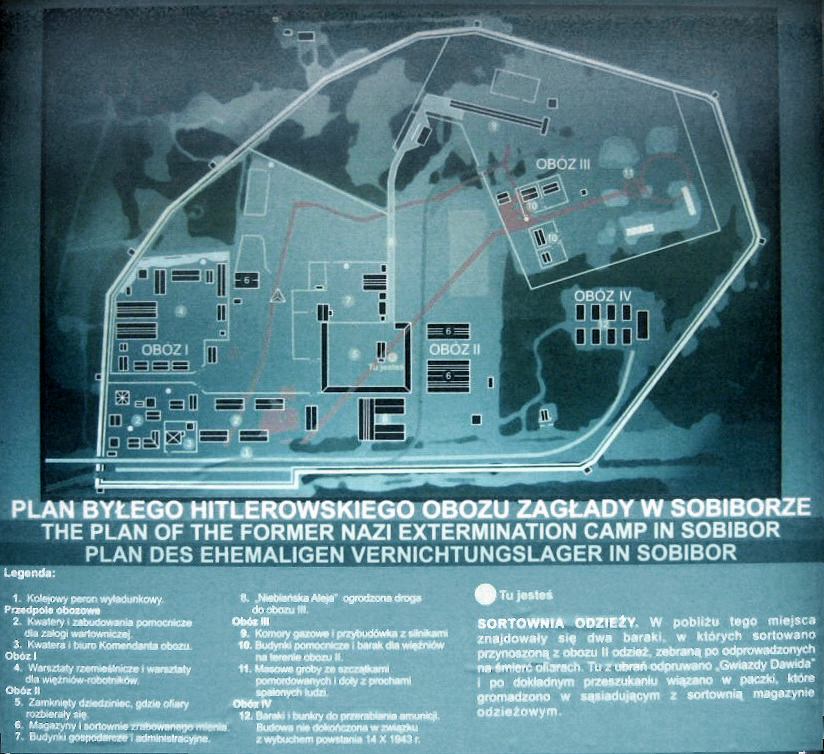
収容所の全体図

### 建設
三大絶滅収容所のうち、ベウジェツ収容所に次いで完成した収容所である。敷地場所はルブリン地区の親衛隊及び警察指導者であり、かつラインハルト作戦執行責任者であるオディロ・グロボクニクが決定した。ルブリンの東方、ウクライナの国境付近の寒村ソビボルは、あまりひと気がなく、森に囲まれて発見されにくく、かつ鉄道が通っている場所で絶滅収容所の立地条件にうってつけであった。このソビボル駅の西側にソビボル収容所を建設することが決定された。
1942年3月からクリスティアン・ヴィルト親衛隊少佐の監督の下、リヒャルト・トマラ親衛隊大尉の指揮で建設工事が開始された。建設工事は民間業者の請負で近隣の村々で検束されたユダヤ人労働者を使って行われた。増改築工事は収容所の取り壊しまで続けられた。

### 運営
ソビボル収容所の主要部分が完成した1942年4月中旬にクリスティアン・ヴィルトが40人ほどのユダヤ人女性を使ってガス室実験を行った。ソビボルのガス室はコンクリートの基礎の上に煉瓦で造られた建物の中に3つ設けられていた。戦車と自動車の排気ガスパイプを通じて排出するもので、ベウジェツ収容所の物とほぼ同じながら、少し改良を加えたような物であった。
1942年4月28日に最初の所長として赴任してきたのはT4作戦に参加して大量殺戮の経験を持っていたフランツ・シュタングル親衛隊大尉であった。1942年8月にシュタングルに代わってフランツ・ライヒライトナー親衛隊中尉が所長となっているが、この人物もT4作戦関係者であった。二人ともオーストリア出身者であるが、それはグロボクニクがオーストリア出身者であった事が影響していた。
ガス殺活動はまず1942年5月初めから7月終わりまでの3ヶ月間行われたが、ヒムラーは1942年7月19日に年末までのポーランド総督府領のユダヤ人の絶滅を決定したため、これまでのソビボルの作業能率では実現は不可能と判断され、一旦稼働が停止され、3つのガス室は取り壊されて新たに5つのガス室が設置された。5室全てが稼働すると1度に400人のガス殺が可能であった。1942年10月からガス殺戮が再開され、それは1943年10月まで続いた。なお殺害した遺体はヒムラーの命令により全て焼却されていた。
この収容所で殺害されたのは主にルブリン地方のユダヤ人であった。オーストリアやベーメン・メーレン保護領、スロヴァキア、ヴィリニュス・ゲットー、ミンスク・ゲットーなどのユダヤ人も殺害された。1943年3月から4月にはユーゴスラビアやギリシア、そして焼き尽くされたワルシャワ・ゲットーからも移送者があった事が確認されている。
1943年2月13日には親衛隊全国指導者ハインリヒ・ヒムラーがソビボル収容所に視察に訪れている。
ドイツの戦況が悪化した1943年7月からはソビボルは弾薬の倉庫として使用されるようになり、弾薬が多く運送されてくるようになったため、ユダヤ人輸送列車の数が減少し、結果としてユダヤ人殺害にも一定の歯止めがかかるようになったが、それでもユダヤ人虐殺は続けられた。さらに1943年10月14日には囚人の大脱走騒ぎがあり、ヒムラーはこの事件の直後にソビボルの閉鎖を決定した。解体作業はドイツ陸軍工兵部隊が行い、この隠滅の痕跡を消し去るため、植林による隠蔽も行われた。

### 大脱走について
1943年10月14日の大脱走は二人の囚人、レオン・フェルトヘンドラー（ユダヤ系ポーランド人）とアレクサンドル・ペチェルスキー（通称サーシャ。ユダヤ系のソ連赤軍将校。ドイツ軍の戦争捕虜であったが、ユダヤ系と判明したため軍の捕虜収容所からSSの強制収容所へ移された）が主導して行った脱走であった。10月14日に決行日が定められたのは所長であるフランツ・ライヒライトナー親衛隊大尉とその片腕グスタフ・ワグナー親衛隊曹長のいない日であったためだった。
フェルトヘンドラーとペチェルスキーは脱走しやすくするために頭となる親衛隊員たちの殺害を計画した。10月14日午後4時から午後5時にかけて5人の囚人たちが看守をうまく一人ずつバラックなどに誘導してそこで殺害していった。副所長のヨハン・ニーマン親衛隊少尉、ウクライナ兵を指揮したジークフリート・グライシュッツ親衛隊曹長、囚人の金目の品の没収の任にあたっていたルドルフ・ベックマン親衛隊曹長、事務所勤務のヨゼフ・ヴォルフ親衛隊軍曹など11名の看守を殺害することに成功した。また武器庫や殺害した看守から銃を奪っていった。夕方5時に定時の点呼で集まった第一収容区囚人たちに向けてペチェルスキーが大脱走を求める演説を行い、600人の人々が脱走を図った。脱走に気づいた親衛隊員とウクライナ兵はただちに囚人たちに銃撃を浴びせたが、逆に銃を持った囚人たちの反撃を受けて次々と撃ち殺された。しかし囚人たちも看守の銃撃や周囲の地雷原などにより次々と死亡し、600人のうち300人が脱走に失敗した。残り300人ほどが無事に森まで逃げ込むことに成功するが、このうち捕まることなく戦争を生き延びることができたものはわずかに50名から70名程度だったという。この脱走劇を脚色したものが上記の映画である。
なお囚人たちから最も悪質な看守として恐れられていたグスタフ・ワグナー（映画でも最大の悪役として登場している人物）は、ナチス国家の崩壊後、どこの国とも犯罪人引渡条約を結ばないブラジルへ逃げこんだため、処罰からは逃げおおせている。しかし1980年10月に謎めいた自殺をしている。

## 収容所の構造
収容所の総面積は58haで周囲は鉄条網と濠と地雷が設置されており、さらに機関銃を備え付けた監視塔が4つ備わっていた。
ソビボル駅から別れた線路がソビボル収容所入り口まで伸びていた。ソビボル収容所には三つの収容区と看守たちの生活区画が存在していた。第一収容区は労役班囚人の作業場および住居スペースで料理人・材木工・電気工・仕立て屋・靴屋などの作業種類があった。約1000人ほどのユダヤ人が暮らしていた。しかし労務班に回されたと言っても必ずしも安全ではなく、作業能率が悪い囚人は新たに来る囚人に次々と変えられていったという。第二収容区には収容所事務所があり、他にも囚人たちから没収した衣服や荷物を保管していた倉庫や脱衣のためのバラックなどが存在していた。そして第三収容区には3つのガス室（のちに5つに増設）があり、他に共同墓地や第三収容区で死体処理などの作業をする囚人の住居スペースもあった。看守たちは収容所入り口にあった居住区画で生活していた。
列車に詰め込まれて収容所に到着した囚人はまず労務班として必要な者が選別され、その者たちは第一収容区へ連れて行かれて各々作業にあたった。それ以外の「必要のない者」は第二収容区へ連れて行かれ、そこで裸にされたのち、「パイプ道」と呼ばれた鉄条網にはさまれた150mほどの小道を進んで第三収容区へ連れて行かれ、そこで「バーデマイスター(シャワーの監視人)」の異名をとるヘルマン・エーリヒ・バウアーの指揮の下にガス室で「処理」された。到着から数時間で「処理」に至ったという。

## 犠牲者数の推定
2017年、シュテファン・レーンスタット（独: Stephan Lehnstaedt）は、ロバート・クワウェク（独: Robert Kawałek）とサラ・ベルガー（独: Sara Berger）による最近の研究結果を発表した。
それらによるソビボルの犠牲者は最低179,618人から最大238,900人であった。 しかし、レーンシュテット自身は 約18万人という推定人数が現実的であると考えている。

## 収容所の体制
ソビボルの看守たちは20名ほどの親衛隊隊員と100名前後のウクライナ人義勇兵（ソ連赤軍の兵士だったが捕虜となりナチ協力者になった者などから成る）で構成され、親衛隊員が収容所の管理職について元ウクライナ兵の監視員たちを指揮する体制になっていた。ウクライナ兵監視員たちは制服が黒いことから「黒の連中」と呼ばれ、親衛隊員以上に粗暴で恐ろしかったと生き残った囚人たちの多くは証言している。このうちの一人が2011年にナチ戦犯として有罪判決を受けたジョン・デミャニュクである。

## 関係者

### 所長
- フランツ・シュタングルSS大尉（Franz Stangl）所長在任1942年4月から1942年9月。
- フランツ・ライヒライトナーSS大尉（Franz Reichleitner）所長在任1942年9月から1943年10月。映画「脱走戦線 ソビボーからの脱出（Escape from Sobibor）」ではエリック・キャスパー（Eric Caspar）が演じた。

### 主な所員・看守
- ヨハン・ニーマンSS少尉（Johann Niemann）副所長。映画「脱走戦線 ソビボーからの脱出（Escape from Sobibor）」ではヘンリー・ストロー（Henry Stolow）が演じた。
- グスタフ・フランツ・ワグナーSS曹長（Gustav Franz Wagner）映画「脱走戦線 ソビボーからの脱出（Escape from Sobibor）」ではハートムート・ベーカー（Hartmut Becker）が演じた。
- カール・フレンツェルSS曹長（Karl Frenzel）映画「脱走戦線 ソビボーからの脱出（Escape from Sobibor）」ではクルト・ラープ（Kurt Raab）が演じた。
- ルドルフ・ベックマンSS曹長（Rudolf Beckmann）映画「脱走戦線 ソビボーからの脱出（Escape from Sobibor）」ではヒューゴ・ボーズ（Hugo Bowes）が演じた。
- ハインツ・クルト・ボーレンダーSS曹長（Heinz Kurt Bolender）
- ヘルマン・エーリヒ・バウアーSS曹長（Hermann Erich　Bauer）映画「脱走戦線 ソビボーからの脱出（Escape from Sobibor）」ではクラウス・グリューンベルク（Klaus Grünberg）が演じた。
- ジークフリート・グライシュッツSS曹長（Siegfried Greischutz）
- ウェルナー・デュボイスSS曹長（Werner Dubois）
- ヨーゼフ・ヴォルフSS軍曹（Josef wolf）映画「脱走戦線 ソビボーからの脱出（Escape from Sobibor）」ではウルリヒ・ハウプト（Ullrich Haupt ）が演じた。
- ハインリヒ・マテスSS軍曹（Heinrich Matthes）
- ハインリヒ・ウンファーハウSS伍長（Heinrich Unverhau）
- ロベルト・ユールスSS伍長（Robert Jührs）
- エルンスト・ツィールケSS伍長（Ernst Zierke）
- ジョン・デミャニュク（John Demjanjuk）ウクライナ人監視員
- バリー 収容所の悪名高い犬。収容者たちに多く襲いかかった。後にトレブリンカに移されている。

### 主な囚人
- レオン・フェルトヘンドラー（Leon Feldhendler）脱走の中心人物。映画「脱走戦線 ソビボーからの脱出（Escape from Sobibor）」ではアラン・アーキン（Alan Arkin）が演じた。
- アレクサンドル・ペチェルスキー（Alexander Pechersky）ソ連赤軍将校。脱走の中心人物。映画「脱走戦線 ソビボーからの脱出（Escape from Sobibor）」ではルトガー・ハウアー（Rutger Hauer）が演じた。
- セミオン・ローゼンフェルト（英語版） 収容される前はウクライナ生まれのソ連軍兵士。セミオンを除いた家族全員はナチスに殺害された。脱走した人物のうちの最後の生存者[18]。

### 注釈

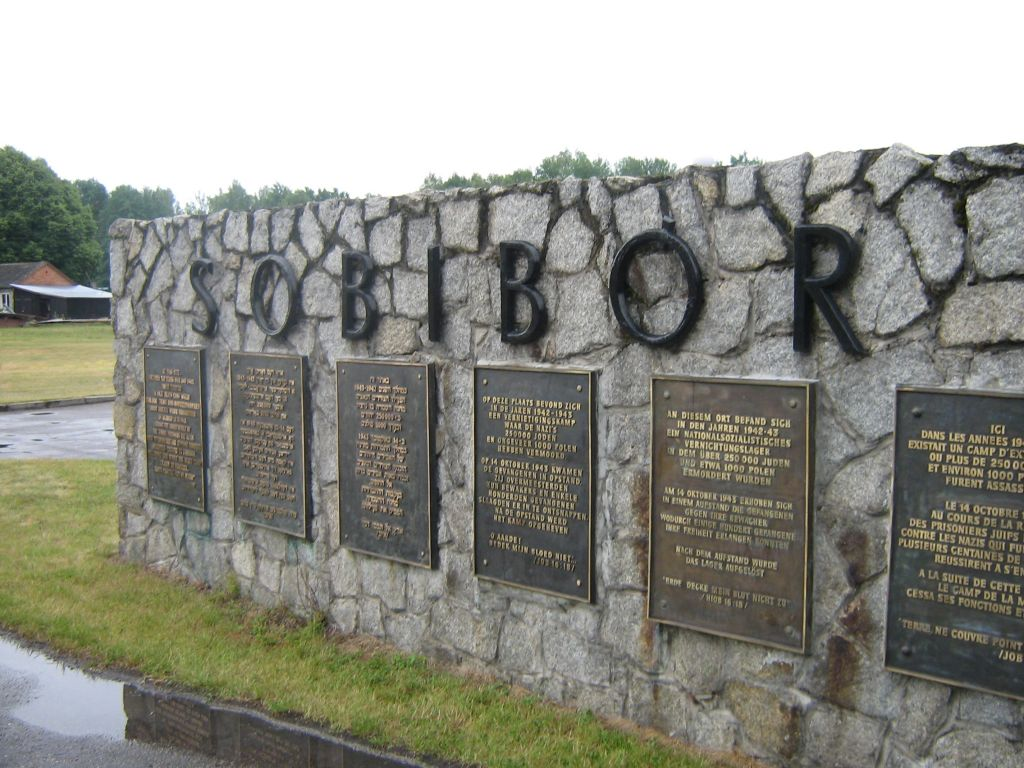
絶滅収容所跡地の碑